# Sebastian Ludwig
Sebastian Ludwig (* 22. März 1988) ist ein deutscher Poolbillardspieler. Er wurde 2014 und 2017 Deutscher Meister in der Disziplin 10-Ball.

## Karriere

### Einzel
Sebastian Ludwig begann 1997 mit dem Billardspielen. Bei der deutschen Meisterschaft 2007 wurde er Neunter im 14/1 endlos.
2013 gewann er durch einen 7:2-Finalsieg gegen Benjamin Heimmerer die Salzburg Open. Ein Jahr zuvor hatte er im Finale gegen Niels Feijen verloren. Bei der deutschen Meisterschaft 2013 erreichte er das Viertelfinale im 14/1 endlos, verlor dieses jedoch gegen Sascha Jülichmanns. Im 9-Ball wurde er Neunter.
2014 gewann er das Finale im 10-Ball mit 9:8 gegen Marcus Westen. 2015 wurde Ludwig zum ersten Mal für die Europameisterschaft nominiert, bei der er im 10-Ball und im 9-Ball die Runde der letzten 64 erreichte. Im Juli 2015 gewann er durch einen 7:5-Sieg gegen Sebastian Staab die Stuttgart Open.
Bei den Austrian Open 2015 gelang ihm erstmals der Einzug in die Finalrunde eines Euro-Tour-Turniers. Nach Siegen gegen Alexander Kazakis, Mariusz Skoneczny und Mark Gray schied er im Halbfinale gegen Joshua Filler aus. Im September 2015 gewann Ludwig im Finale gegen Tristan Bialuschewski die Hangelar Open. Bei den Dutch Open 2015 erreichte er das Halbfinale, in dem er Albin Ouschan, dem späteren Sieger des Turniers, unterlag und damit zum zweiten Mal in Folge die Bronzemedaille eines Euro-Tour-Turniers gewann. Im November 2015 erreichte er bei der deutschen Meisterschaft den dritten Platz im 8-Ball, nachdem er im Halbfinale gegen Geronimo Weißenberger ausgeschieden war.
Bei der EM 2016 erreichte er im 8-Ball die Runde der letzten 64. Bei den North Cyprus Open 2016 schaffte er es ins Viertelfinale. Im Juli 2016 gelang ihm bei den Stuttgart Open durch einen 7:5-Finalsieg gegen Evangelos Vettas die Titelverteidigung. Drei Wochen später gewann er im Finale gegen Roman Hybler die Dresden Open. Im Oktober 2016 gewann er durch einen 9:8-Finalsieg gegen den amtierenden 9-Ball-Weltmeister Albin Ouschan zum zweiten Mal die Salzburg Open. Bei der deutschen Meisterschaft 2016 gewann er die Bronzemedaille im 10-Ball. Das Halbfinale hatte er mit 6:8 gegen den späteren Deutschen Meister Raphael Wahl verloren. Zwei Wochen später erreichte er das Viertelfinale der Treviso Open 2016. Die German Tour 2016 schloss er als Ranglistenerster ab. Beim Finalturnier Anfang 2017 schied er jedoch im Achtelfinale gegen Earl Strickland aus.
Bei der Europameisterschaft 2017 wurde Ludwig für die Disziplinen 8-Ball und 9-Ball nominiert. Nachdem er im 8-Ball in der Runde der letzten 64 ausgeschieden war, erzielte er im 9-Ball sein bis dahin bestes EM-Ergebnis, als er das Sechzehntelfinale erreichte, in dem er dem Litauer Pijus Labutis unterlag. Im Oktober 2017 erreichte er bei den Klagenfurt Open die Endrunde, es war seine achte Euro-Tour-Teilnahme in Folge, bei der ihm dies gelang. Anschließend zog er mit Siegen gegen Petri Makkonen, Eklent Kaçi, Fjodor Gorst und Denis Grabe erstmals ins Finale ein. Im Endspiel gegen Ralf Souquet ging Ludwig zunächst mit 5:1 in Führung, musste sich nach einer Aufholjagd Souquets aber mit 6:9 geschlagen geben. Wenig später wurde er durch einen 8:3-Finalsieg gegen Christoph Reintjes zum zweiten Mal Deutscher Meister im 10-Ball.

### Mannschaft
In der Saison 2009/10 spielte Ludwig mit dem BC Joe’s Dresden in der 2. Bundesliga. Ab 2012 spielte er bei Pool 2000 Leipzig. Mit den Leipzigern stieg er 2013 in die Regionalliga auf. 2015 wechselte er zum Bundesligisten BSV Dachau, mit dessen zweiter Mannschaft er in der Regionalliga spielte. In der Saison 2015/16 wurde er auch zweimal in der ersten Mannschaft eingesetzt, die in dieser Spielzeit Deutscher Meister wurde. In der folgenden Spielzeit kam er zu vier Bundesligaeinsätzen bei den Dachauern, die ihren Titel verteidigten, und gewann dabei alle acht Einzelpartien. Anschließend wechselte er zum Bundesligaaufsteiger PBC Joker Altstadt.
Mit der deutschen Nationalmannschaft erreichte Ludwig bei der EM 2015 den dritten Platz. 2016 wurde er mit ihr Europameister. 2017 folgte das Vorrundenaus.

## Erfolge
Einzel
- Salzburg Open: 2013, 2016
- Deutscher 10-Ball-Meister: 2014, 2017
- Stuttgart Open: 2015, 2016
- Hangelar Open: 2015
- Dresden Open: 2016
- German Pool Masters: 2019

Mannschaft
- Deutscher Meister: 2016, 2017
- Europameister: 2016